# مركز الدفاع عن حقوق ذوي الإعاقة العقلية
مركز الدفاع عن حقوق الأشخاص ذوي الإعاقة الذهنية هو منظمة دولية تُعنى بحقوق الإنسان تأسست في هنغاريا عام 2002. يقع مقرها الرئيسي في بودابست.

## الوصف
مركز الدفاع عن حقوق الأشخاص ذوي الإعاقة الذهنية هو منظمة دولية لحقوق الإنسان تعزز حقوق الأطفال والبالغين ذوي الإعاقات التعليمية، والذهنية، والنفسية-الاجتماعية (الصحة النفسية).
يستخدم المركز القانون لتعزيز المساواة والاندماج الاجتماعي من خلال التقاضي الاستراتيجي، والدعوة، والبحث والمراقبة، وبناء القدرات.
يعمل المركز على المستوى العالمي، بالإضافة إلى المستويين الإقليمي والمحلي في أوروبا وأفريقيا.

## تاريخ
تأسس مركز الدفاع عن حقوق الأشخاص ذوي الإعاقة الذهنية من قبل مؤسسات المجتمع المفتوح، وسُجّل كمنظمة غير ربحية لدى محكمة العاصمة بودابست (رقم التسجيل 8689) في تشرين الثاني 2002. يتمتع المركز بوضعية مشاركة لدى مجلس أوروبا، وحصل على صفة استشارية خاصة لدى المجلس الاقتصادي والاجتماعي للأمم المتحدة في عام 2011. كما أن المركز عضو في منصة الحقوق الأساسية التابعة لوكالة الاتحاد الأوروبي للحقوق الأساسية.
رؤساء مجلس الإدارة: من نيسان 2015 – فيليبا كوفمان. نائب الرئيس بيتر تشيفرز.
من آذار 2011 حتى آذار 2014: الدكتورة فيليسيتي كولارد.
حتى آذار 2011: البروفيسور بيتر بارتليت.

## المستفيدون
يُستبعد الأشخاص ذوو الإعاقات التعليمية والذهنية والنفسية-الاجتماعية من الحقوق الاقتصادية، والمدنية، والاجتماعية، والسياسية، بما في ذلك الحق في التعليم، والصحة، والتصويت. كما يُحرمون من الاعتراف بشخصيتهم القانونية، ويمكن احتجازهم في مؤسسات ضد إرادتهم.

## الأهداف
تركّز أهداف المركز على حقوق الأشخاص ذوي الإعاقات الذهنية، والتعليمية، والنفسية-الاجتماعية، في أن يكونوا أحراراً من الانتهاكات، ومعترفاً بهم قانونياً، وأن يحصلوا على العدالة، ويعيشوا في المجتمع، ويتعلموا، ويشاركوا في الحياة المجتمعية.
- الحرية من المعاملة السيئة: ألا يُعزل الأشخاص ذوو الإعاقة عن بقية المجتمع، وألا يتعرضوا للقيود الجسدية أو الكيميائية، وأن يُعالجوا فقط بموافقتهم.
- الأهلية القانونية: أن يكون للأشخاص ذوي الإعاقة الحق في اتخاذ قراراتهم بأنفسهم، ويحميهم القانون في ذلك.
- العيش في المجتمع: أن يكون للأشخاص ذوي الإعاقة حق قانوني في العيش داخل المجتمع، وحق قانوني قابل للتنفيذ في اختيار مكان الإقامة ومن يشاركونهم السكن.
- التعليم الشامل: أن يكون للأطفال والشباب والبالغين ذوي الإعاقة حق قانوني في التعلم جنباً إلى جنب مع باقي أفراد المجتمع، دون عزلهم.
- المشاركة السياسية: أن يكون للأشخاص ذوي الإعاقة الحق في التصويت والترشح للانتخابات، والحصول على المساعدة اللازمة لذلك.

## الأنشطة
تشمل الأنشطة إنشاء سوابق قانونية تقدمية، وإصلاح القوانين، وتمكين الأشخاص ذوي الإعاقة، وتعزيز السياسة التشاركية، بدعم من الأبحاث.
- الدفاع عن حقوق الأشخاص ذوي الإعاقة أمام المحاكم في أوروبا وأفريقيا، وتأسيس سوابق قانونية أمام المحكمة الأوروبية لحقوق الإنسان وغيرها من المحاكم، وتدريب المحامين، وتقديم المشورة والتمثيل القانوني.
- الدعوة من خلال التواصل مع الحكومات لإصلاح وتنفيذ البنى القانونية، والقيام بدور رقابي، ومراجعة إجراءات الأمم المتحدة والاتحاد الأوروبي والحكومات وهيئات المراقبة، لمنع التعذيب والمعاملة السيئة.
- العمل على المستوى القاعدي لإشراك وتمكين وتدريب الأشخاص ذوي الإعاقة على المطالبة بحقوقهم.
- البحث في انتهاكات حقوق الإنسان.

## الإنجازات
منذ عام 2002، حقق المركز الإنجازات التالية:
- إنهاء استخدام الأسرّة المقفلة: في عام 2003، أجرى المركز أبحاثاً في جمهورية التشيك وهنغاريا وسلوفاكيا وسلوفينيا حول استخدام الأسرّة المقفلة، وهي وسيلة لتقييد حركة البالغين والأطفال داخل مؤسسات الصحة النفسية والرعاية الاجتماعية. ونتيجة مباشرة لجهود المركز، حظرت هنغاريا استخدامها في جميع المؤسسات، كما حظرتها جمهورية التشيك وسلوفاكيا في مؤسسات الرعاية الاجتماعية. ولا يُستخدم هذا النوع من الأسرّة إلا نادراً، إن وجد، في سلوفينيا.
- إنشاء سوابق قانونية لحقوق الإنسان: فاز المركز بقضايا أمام المحكمة الأوروبية لحقوق الإنسان، مما فتح المجال للطعن في المواقف السياسية والاجتماعية تجاه رعاية الأشخاص ذوي الإعاقات الذهنية والنفسية-الاجتماعية. وكنتيجة لذلك، قام المركز بحملات لإصلاح قوانين الوصاية والاعتراف القانوني بالشخصية في وسط وشرق أوروبا وروسيا. في قضية ستانيف ضد بلغاريا (2012)، تم احتجاز رجل مصاب بمرض نفسي في مؤسسة رعاية نائية من قبل وصيه، دون إمكانية الطعن القانوني في القرار أمام المحاكم البلغارية. كانت هذه أول مرة تجد فيها المحكمة انتهاكاً للمادة 3 من الاتفاقية الأوروبية لحقوق الإنسان (حظر التعذيب) في قضية تتعلق بالإعاقة. وكانت أيضاً أول مرة تعترف المحكمة بأن شخصاً في مؤسسة رعاية اجتماعية قد تم احتجازه بشكل غير قانوني. أما في قضية شتوكاتوروف ضد روسيا (2008)، فقد تم احتجاز رجل مصاب بالفصام ووُضع تحت وصاية دون إعلامه بالقرار، وسمح وصيه باحتجازه في مستشفى نفسي لسبعة أشهر دون مراجعة قضائية، وتعرض للحقن القسري بالأدوية النفسية. وقد رفع المركز قضيته إلى المحكمة الأوروبية لحقوق الإنسان وربح القضية.
- الحق في التعليم: في عام 2008، كسب المركز قضية دولية استناداً إلى الميثاق الاجتماعي الأوروبي (المركز ضد بلغاريا) نيابة عن نحو 3000 طفل بلغاري من ذوي الإعاقات الذهنية — وكانت أول قضية تتعلق بحق الطفل في التعليم في أوروبا الشرقية.
- الحق في التصويت: أسفرت حملة المركز "أنقذوا التصويت" عن دعم لجنة البندقية، وهي مجموعة خبراء في القانون الدستوري، لحق الاقتراع العام للأشخاص ذوي الإعاقة.
- في عام 2013، تم إدراج المركز في القائمة الطويلة لجائزة فاتسلاف هافيل لحقوق الإنسان.
- في عام 2014، أصدر المركز تقريراً عن الأسرّة المقفلة في جمهورية التشيك، بعد تقريره الرائد الأول الذي صدر عام 2003. وقد نُشر هذا التقرير في مجلة لانست للطب النفسي.

## روابط خارجية
- مركز الدفاع عن حقوق ذوي الإعاقة العقلية
- نص الاتفاقية
- قائمة الأحزاب
- لجنة حقوق الأشخاص ذوي الإعاقة